# Inês da Boêmia (1269–1296)
Inês da Boêmia (em alemão:  Agnes; 5 de setembro de 1269 — Praga, 17 de maio de 1296) foi uma princesa da Boêmia por nascimento e duquesa consorte da Suábia pelo seu casamento com Rodolfo II da Áustria.

## Família
Inês foi a segunda filha e terceira criança nascida do rei Otacar II da Boêmia, e de sua segunda esposa, Cunegundes da Eslavônia. Os seus avós paternos eram o rei Venceslau I da Boêmia e Cunegundes de Hohenstaufen. Os seus avós maternos eram Rostislau III da Novogárdia e a princesa Ana da Hungria, filha de Bela IV da Hungria.
Ela teve três irmãos, que eram: Henrique; Cunegundes, esposa do duque Boleslau II da Masóvia, e o rei Venceslau II da Boêmia, que foi casado com Judite de Habsburgo, e depois com Isabel Riquilda da Polónia.
Inês também teve vários meio-irmãos ilegítimos por parte de pai com Agnes de Kuenring. Um deles era o duque Nicolau I de Troppau, marido de Adelaide de Habsburgo.

## Biografia

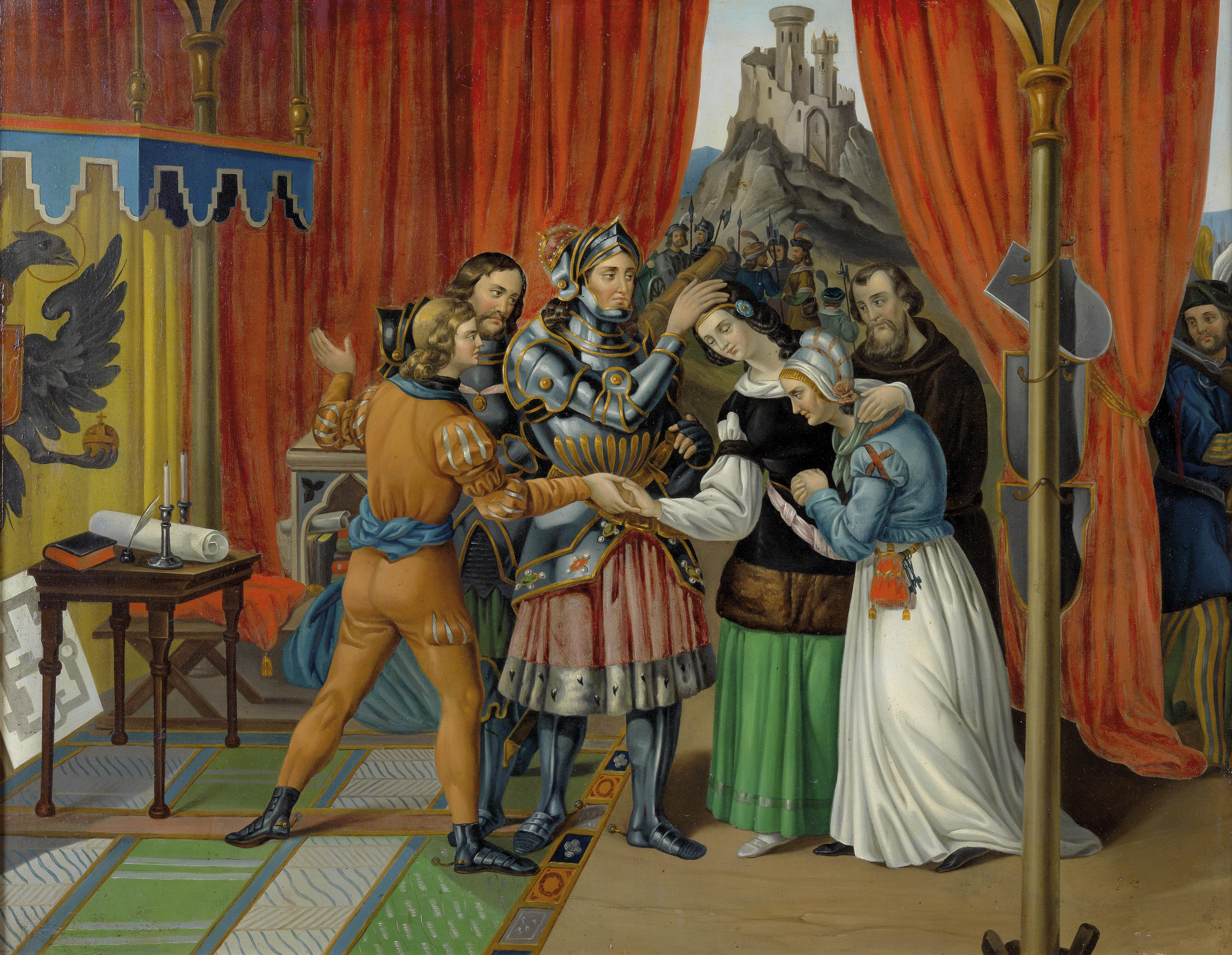
Casamento de Inês e Rodolfo, em pintura do século XIX.

Em 1278, foi assinado o contrato de casamento da princesa Inês e Rodolfo, em Jihlava, na atual República Checa. Os dois se casaram em março de 1289, quando a noiva tinha dezenove anos, e o noivo, aproximadamente a mesma idade. Ele era filho do rei Rodolfo I da Germânia, que lutou contra o rei Otacar II na Batalha de Marchfeld, onde Otacar foi morto, e de sua primeira esposa, Gertrudes de Hohenberg.
O casal teve apenas um filho, João da Suábia, que assassinou o próprio tio, o rei Alberto I da Germânia.
Rodolfo II faleceu em 10 de maio de 1290, em Praga. Viúva, Inês passou a viver no Castelo Brugg, na Argóvia, na atual Suíça, até 1295. 
Depois, tornou-se uma freira num convento da Ordem das Clarissas, em Praga, na Boêmia.
Ela faleceu em 17 de maio de 1296, com apenas 26 anos de idade, e foi sepultada no convento.

## Descendência
- João da Suábia (1290 - 13 de dezembro de 1313), ficou conhecido como João, o Parricida após assassinar o seu tio, o rei Alberto I da Germânia, pois ele o privou de sua herança. Ele fugiu, e foi exilado por Henrique VII do Sacro Império Romano-Germânico, sucessor de Alberto. Ele não se casou e nem teve filhos.